# کیم دو هون (بازیگر)
کیم دو هون (کره‌ای: 김도훈؛ زادهٔ ۱۵ سپتامبر ۱۹۹۸) بازیگر اهل کره جنوبی است.

## اوایل زندگی و تحصیلات
کیم دو هون پس از فارغ‌التحصیلی از دبیرستان هنر که‌وون، در دانشگاه چونگ آنگ در دپارتمان تئاتر و فیلم ثبت نام کرد.

## فیلم‌شناسی

### فیلم
| سال  | عنوان                        | نقش       | توضیحات     |
| ---- | ---------------------------- | --------- | ----------- |
| ۲۰۱۶ | طرفداران                     |           | [ ۲ ] [ ۳ ] |
| ۲۰۱۸ | گیت                          | وون هو    | [ ۲ ] [ ۴ ] |
| ۲۰۱۹ | روزهای خشم ۲                 |           | [ ۴ ] [ ۳ ] |
| ۲۰۱۹ | رئیس ناشناخته                | یونگ جه   | [ ۳ ]       |
| ۲۰۲۰ | رئیس ناشناخته: داستان ناگفته | یونگ جه   | [ ۳ ]       |
| ۲۰۲۱ | هیپنوتیزم                    | بیونگ جون | [ ۲ ] [ ۳ ] |
| ۲۰۲۳ | پسران خوش‌تیپ                 | جیسون     | [ ۱ ]       |

### مجموعه تلویزیونی
| سال  | عنوان           | نقش          | توضیحات                     | منابع       |
| ---- | --------------- | ------------ | --------------------------- | ----------- |
| ۲۰۱۹ | دوست‌پسر مطلق من | یو جین       |                             | [ ۴ ] [ ۳ ] |
| ۲۰۱۹ | دکتر جان        | پارک جونگ بو | حضور افتخاری (قسمت ۱–۴، ۲۳) | [ ۴ ] [ ۵ ] |
| ۲۰۲۱ | گودال تاریک     | لی جین سوک   |                             | [ ۴ ] [ ۵ ] |
| ۲۰۲۲ | وب‌تون امروز     | شین ده ریوک  |                             | [ ۲ ] [ ۶ ] |
| ۲۰۲۲ | پرواز پروانه‌ها  | یون دونگ یول | حضور افتخاری (قسمت ۱۵)      |             |
| ۲۰۲۲ | کافه حقوق       | به جون       |                             | [ ۲ ] [ ۶ ] |

### مجموعه اینترنتی
| سال  | عنوان                         | نقش         | منابع       |
| ---- | ----------------------------- | ----------- | ----------- |
| ۲۰۱۸ | مای ووفی پوفی لاو             | گوم دول     | [ ۳ ] [ ۷ ] |
| ۲۰۱۸ | تخیل تو به واقعیت تبدیل می‌شود | کیم ها نول  | [ ۳ ]       |
| ۲۰۲۱ | نقشهٔ من اینه                  | چو یون هو   | [ ۲ ] [ ۴ ] |
| ۲۰۲۳ | محرک                          | لی کانگ هون | [ ۲ ] [ ۷ ] |

## جوایز و نامزدی‌ها
| مراسم جوایز      | سال  | دسته                      | نامزد / اثر | نتیجه | منابع |
| ---------------- | ---- | ------------------------- | ----------- | ----- | ----- |
| جوایز درامای کره | ۲۰۲۲ | بهترین بازیگر تازه‌کار مرد | وب‌تون امروز | برنده | [ ۸ ] |